# Mångud

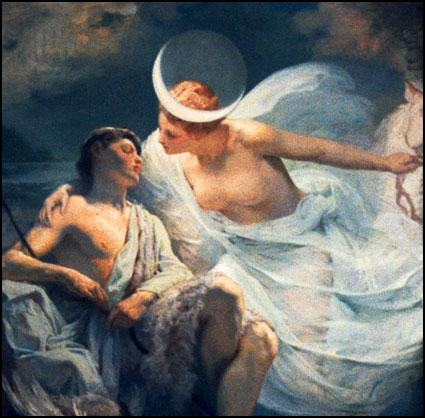
Mångudinnan Selene tillsammans med ynglingen Endymion.

Mångud eller mångudinna är en mytologisk gud som symboliserar eller associeras med månen. Mångudomar har ett stort antal olika roller beroende på kultur, men oftast är de släkt med eller fiende till solguden. Mångudomar har funnits i många kulturer.

## Nordgermanerna
I den nordgermanska mytologin förekommer månguden Måne, som är son till jätten Mundilfare. Han är bror till solgudinnan Sol och styr sin månfarkost över himlen. I en profetia sägs det att Måne under Ragnarök slukas av vargen Hate, sedan denne har jagat Måne över himlen. Heimdall gäller också som mångudomlighet, eftersom hans namn förmodligen betyder vitaktig, ljus, och att han har blivit benämnd som "hvitastr Asa", den vite asen. Även Trud, dottern till Tor och Sif, som är en jungfru vars vithet får snön att skämmas, ses av många som germanernas mångudinna.

## Romarna
I den romerska mytologin var Luna och Diana mångudinnorna. Diana blev hos romarna en mångudinna, eftersom det tidigare bara var känt att hon älskade skogarna och källorna, varför hon också ärades som jaktgudinna. Hennes italiska namn kan möjligtvis ha kommit från Dea lana eller Diva lana. Janus förkroppsligade ursprungligen solen, och därför ligger det nära till hands att "lana" skulle vara månen.

## Mesopotamien
Den sumeriske månguden Sin var skyddspatron för den antika staden Ur, i dess viktigaste helgedom "é-Kis-nu-Gal", som var en del av mångudens Ziqqurat. Sin, (också Nanna-Suen), framställs ofta som boskapsherde, eftersom formen på tjurhorn liknar månskäran. Dessutom står han som symbol för fruktbarhet. Månguden är Enlil och Ninlils förstfödde son. Han hade tre bröder, de två gudarna för underjorden, Nergal-Meslamtaea och Ninaz, liksom Enbililu, en vattengud. Sedan akkadiska rikets tid fram till mitten av den fornbabyloniska tiden utvaldes kungarnas döttrar att tjäna mångudens översteprästinnan. I Assyrien och i det senare Babylonien kallades han Sin. Därjämte fanns det i den babyloniska mytologin en mångudinna med namnet Annit, som  även kallades Ningal (auch Nikkal).

## Afrika
Ewe och Fon: I den afrikanska kosmogonin hos Ewe och Fon är Mawu en mångudinna. Hon representerar månen och för med sig natten med svalare temperaturer till Afrika. Hon är ansedd som den gamla modern som bor i väster. Mawus maka är Liza, som är förbunden med solen. Dessa anses ibland vara tvillingar. Denna enhet representerar universums ordning. Mawu och Liza är föräldrar till sju tvillingpar, som representerar gudarna och domänerna i Mawus och Fons kosmos. Deras upphov är Nana Buluku, som skapade världen.

## Aztekerna
Coyolxauhqui var i den aztekiska mytologin mångudinnan. Hon hade blivit slagen och styckad av sin halvbror Huitzilopochtli. Hennes mor var jordgudinnan Coatlicue. 1978 hittades ett porträtt av Coatlicue i Templo Mayor, den tidigare aztekstaden i Tenochtitlan i Mexiko.
Därtill finns det också en manlig aztekisk mångud med namnet Tecciztecatl. Denne ska symbolisera vattnet och fruktbarheten och föreställningen om underjorden som livets ursprung.

## Några andra kulturers mångudar
- Artemis, Hecate, Phoebe, Selene och Rhea i grekisk mytologi
- Tanit i karthagisk mytologi
- Chandra i hinduisk mytologi